# Robert Hooke
Robert Hooke (Freshwater, Wight-sziget, 1635. július 18. – London, 1703. március 3.) angol tudós, polihisztor, a Royal Society tagja, fontos szerepet játszott a tudományos forradalomban mind kísérleti, mind elméleti munkásságával.

## Ifjúsága
Robert Hooke gyermekkorától kezdve érdeklődött a tudományok, különösen a biológia iránt. Apja, John Hooke a Wight-szigeten fekvő Freshwater Mindenszentek-templomának káplánja volt. Mint három bátyja (mind lelkészek), Robertnek is azt szánták, hogy iskoláinak sikeres elvégzése után apja egyházához csatlakozik. Hooke azonban tanulmányai alatt állandóan fejfájástól szenvedett. Szülei attól tartva, hogy nem éri meg a felnőttkort, lemondtak képzéséről és hagyták, hogy kedvteléseinek éljen.
Hooke az elemi iskoláit a Wight-szigeten járta ki, majd tizenhárom éves korától a Westminster Schoolban tanult. 1653-ban Hooke az Oxfordi Egyetem Christ Church kollégiumában kórista helyet nyert el. Itt találkozott Robert Boyle vegyésszel (és fizikussal), aki asszisztensként alkalmazta. Lehetséges, hogy formálisan Hooke fogalmazta meg Boyle törvényét, mivel Boyle nem volt matematikus.

## Munkássága

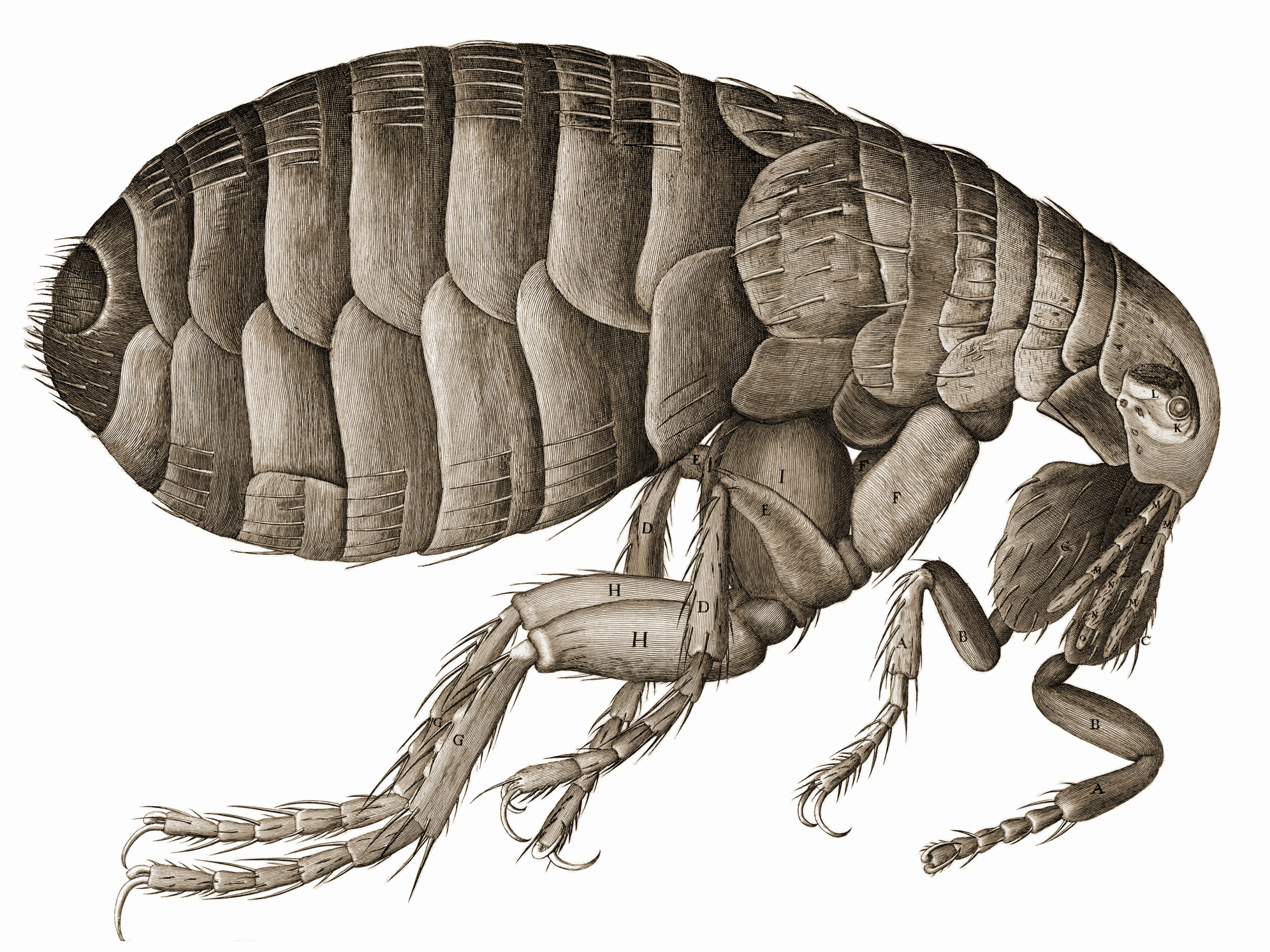
Hooke rajza egy bolháról

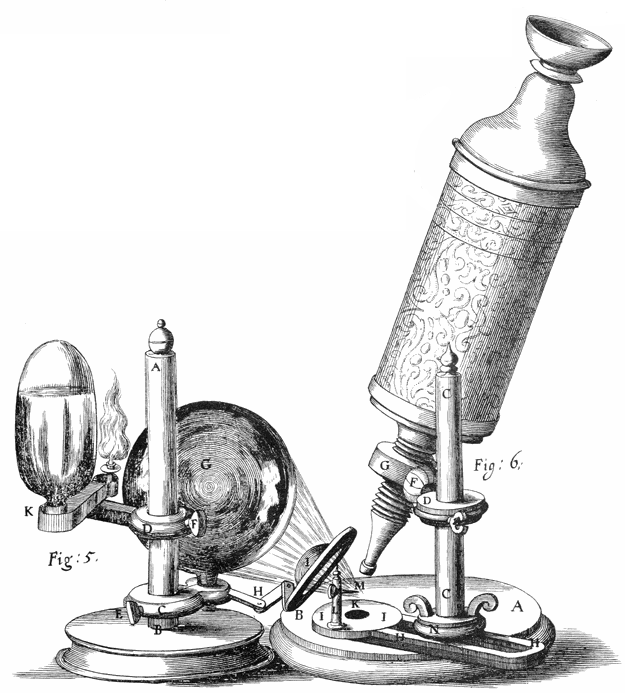
Hooke mikroszkópja a Micrographia metszetén

1660-ban felfedezte a rugalmasságtanban alapvető fontosságú Hooke-törvényt, mely a rugó terhelése és megnyúlása közötti lineáris összefüggést írja le. 1662-ben Hooke-ot nevezte ki az újonnan alakult Royal Society a Kísérletek kurátora tisztségre, és így felelős lett a társaság gyűlésein bemutatott kísérletekért.
1665-ben kiadta Micrographia című könyvét, mely több mikroszkópos és távcsöves megfigyelését és néhány eredeti biológiai megfigyelését tartalmazta. Ő alkotta meg a sejt (latinul cellula) fogalmát, mivel a növények sejtjei emlékeztették a szerzetesek celláira. Sokan tulajdonítják neki a sejt felfedezését, bár mikroszkópja igen egyszerű volt. Hooke tervezte mikroszkópot használt a holland Anton van Leeuwenhoek, akit a mikrobiológia atyjának tartanak.
A kézi munkával készült bőrrel bevont és arannyal futtatott mikroszkóp, melyet Hooke használt a Micrographia írása közben, a londoni Christopher Cock munkája. (Jelenleg a National Museum of Health and Medicine múzeum kiállításán látható Washingtonban.) 1665-ben a Gresham College kinevezte a geometria tanárának. Hooke hírnévre tett szert, mint London City földmérője és Christopher Wren fő asszisztensének, ilyen minőségben segített újjáépíteni Londont az 1666-os nagy tűzvész után. Közreműködött a Monument (a nagy tűzvész emlékműve), a Királyi Greenwichi Csillagvizsgáló és a híres Betlehem Királyi Kórház tervezésében. 1677-ben a Királyi Társaság titkárává választották, ezt a tisztséget haláláig betöltötte.
1703. március 3-án halt meg Londonban. Londoni munkássága alatt jelentős pénzösszeget gyűjtött össze, melyet halála után a Gresham College-ben találtak meg. Soha nem házasodott meg.

## Portréja
Úgy tűnik, nem maradt fenn róla portré. A róla készült portré a Royal Societyből a Newton által levezényelt költöztetés alatt tűnt el. Ismerve Newton precizitását és figyelembe véve azt a tényt, hogy a költözés alatt más nem tűnt el, több tudománytörténész szerint a szándékossághoz nem fér kétség.
2003-ban Lisa Jardine történész azt állította, hogy egy nemrégiben felfedezett portré Robert Hooke-ot ábrázolja, erre azonban nem sokkal később egymástól függetlenül rácáfolt William Jensen (a Cincinnati Egyetemről) és Andreas Pechtl német kutató (Johannes Gutenberg Egyetem, Mainz). A kép valójában Jan Baptist van Helmontot ábrázolja. Egy pecséten, melyet Hooke használt, férfiportré látható, amely egyesek szerint Hooke-ot ábrázolja, de ez vitatott. A Chambers' Cyclopedia 1728-as kiadásának előlapja Robert Hooke mellszobrát ábrázolhatja.

## Hooke, az építész

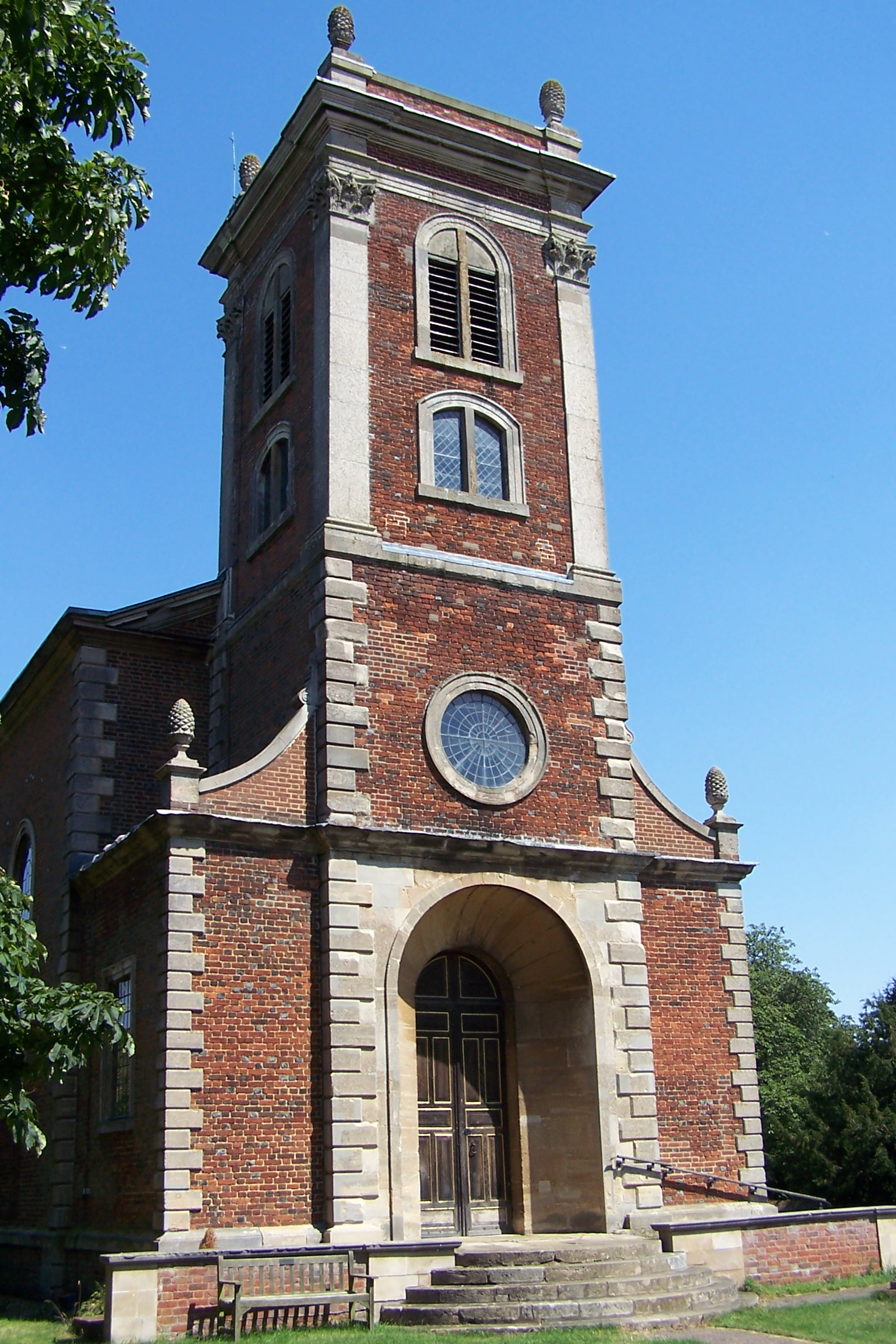
Templom Willenben, Milton Keynes.

Hooke építészként is jelentős volt. Az 1666-os nagy londoni tűzvész után ő volt a város egyik legfontosabb felmérője, körülbelül a telkek felét ő mérte fel. A tűz után felvetette, hogy London utcáit és telkeit sakktáblaszerűen alakítsák ki széles sugárutakkal (ezt a tervet később Haussmann használta fel Párizs újjáépítésekor, illetve Liverpoolban és számos amerikai városban is alkalmazták), de a tulajdonjogok ezt megakadályozták. A telekhatárok miatt gyakoriak voltak a viták, többnek az eldöntését Hooke-ra bízták szakértelme és tapintatos közvetítői képessége miatt. Londont végül az eredeti középkori utcák mentén építették fel.
A Hooke által tervezett épületek a Betlehem Királyi Kórház mellett az Orvosok Királyi Kollégiuma (1679), a warwickshire-i Ragley Hall, és a willeni plébániatemplom. Hooke gyümölcsöző együttműködést folytatott Christopher Wrennel, együtt alkották a greenwichi Királyi Obszervatóriumot, a tűzvész emlékművét és a Szent Pál-katedrálist, melynek kupoláját Hooke által tervezett módon építették fel.

## Emlékezete
A Holdon és a Marson is neveztek el róla krátert.

## Könyvek
- The Man Who Knew Too Much, Stephen Inwood, Pan Books, 2002. ISBN 0-330-48829-5 (az USA-ban The Forgotten Genius címmel jelent meg)
- Early Science in Oxford vol vii, Dr. R. T. Gunther, ed., magánkiadás, 1923-67
- Robert Hooke, Margaret 'Espinasse. Heinemann, 1956
- The Curious Life of Robert Hooke: The Man who Measured London, Lisa Jardine. Harper Collins Publishers, 2003. ISBN 0-00-714944-1
- London's Leonardo: The Life and Work of Robert Hooke, Jim Bennett, Michael Cooper, Michael Hunter and Lisa Jardine. Oxford University Press, 2003. ISBN 0-19-852579-6
- England's Leonardo: Robert Hooke and the Seventeenth-century Scientific Revolution, Allan Chapman. Institute of Physics Publishing, 2004. ISBN 0-7503-0987-3
- Robert Hooke and the English Renaissance, Allan Chapman and Paul Kent (editors). Gracewing, 2005. ISBN 0-85244-587-3.
- Hooke, Robert (1635-1703). Micrographia: or some physiological descriptions of minute bodies made by magnifying glasses with observations and inquiries thereupon...